# Асахі (Тіба)
35°43′13″ пн. ш. 140°38′48″ сх. д. / 35.72028° пн. ш. 140.64667° сх. д.
Аса́хі (яп. 旭市, あさひし, МФА: [asaçi ɕi̥]) — місто в Японії, у префектурі Тіба.

## Географія

Розташоване на острові Хонсю, у північно-східній частині префектури, на півночі рівнини Кудзюкурі, на березі Тихого океану, за 50 кілометрів від адміністративного центру префектури Тібо та за 90 кілометрів від Токіо.
Станом на 1 жовтня 2008 площа міста становила 129,91 км².

## Історія
Місто було засновано 1 квітня 1889 року на основі декількох сільських поселень та торгового містечка раннього нового часу. Статусу міста було надано 1 липня 1954 року. 1 липня 2005 року місто Асахі, міста Хіката, Ііока та Унакамі об'єдналися і було створено нове місто Асахі.

## Економіка
Основою економіки є сільське господарство, рисівництво, вирощування батату, рибальство, комерція та сезонний туризм.

## Населення
Станом на 2020 чисельність населення міста становило 64 690 осіб.

## Міста-побратими
- Тіно, Японія
- Накаґусуку, Японія